# Oscar Milosz

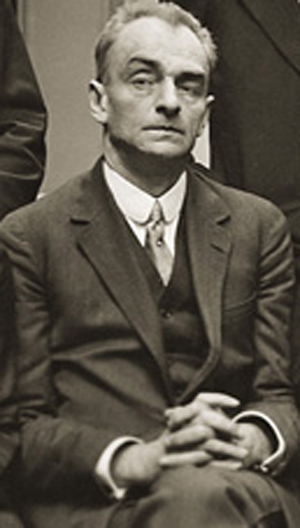
Oscar Milosz

 Oscar Milosz (auch: O. V. de L. Milosz; * 28. Mai 1877 in Tschareja, Weißrussland; † 2. März 1939 in Fontainebleau) war ein französischer Dichter, Schriftsteller, Übersetzer und Essayist russisch-polnisch-litauischer Herkunft.

## Leben und Werk
Oscar Vladislas de Lubicz-Milosz wurde 1877 in Tschareja, 38 km südlich Tschaschniki in der Region Wizebsk (heute Weißrussland, damals Russland, vormals Litauen) geboren. Sein Vater war ein polnischer Adeliger, seine Mutter eine jüdische Polin. Eine Großmutter war Italienerin. 1889 kam er nach Paris, besuchte das Lycée Janson de Sailly und studierte an der École du Louvre. Von 1902 bis 1906 lebte er auf dem Besitz des Vaters in Tschareja, dann reiste er in die mondänen Badeorte Europas und ließ sich 1910 definitiv in Paris nieder. Nach der Unabhängigkeit Litauens 1918 wurde er litauischer Geschäftsträger in Frankreich und Belgien, wozu er Litauisch lernen musste. 1931 nahm er die französische Staatsangehörigkeit an und wurde Ritter der Ehrenlegion. 1936 machte ihn die Universität Kaunas zum Ehrendoktor. Er starb 1939 im Alter von 61 Jahren.

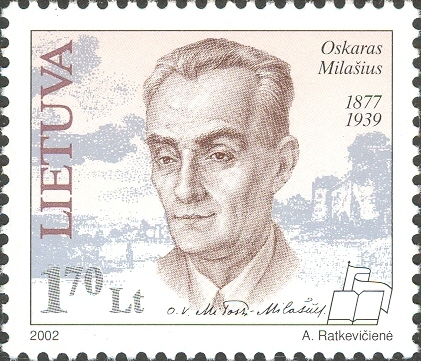
Oscar Milosz auf litauischer Briefmarke (2002–2006)

Milosz veröffentlichte ab 1899 eigene Dichtung, 1910 einen Roman und ab 1912 Theaterstücke. Am 14. Dezember 1914 hatte er ein nächtliches Offenbarungserlebnis, das ihn zum Glauben zurückführte und 1924 und 1926 zu 2 metaphysischen Abhandlungen inspirierte. Er bezeichnete sich selbst als Kabbalist. Ab 1918 übersetzte er litauische Epen und Märchen ins Französische. Von 1933 bis 1938 veröffentlichte er historische Essays und Auslegungen der biblischen Apokalypse.
Oscar Milosz war ein entfernter Verwandter des polnischen Dichters Czesław Miłosz, der ihn zwischen 1931 und 1935 in Paris mehrfach besuchte und von ihm Anregungen empfing.
Oscar Milosz ist Gegenstand zahlreicher biographischer und literaturwissenschaftlicher Studien. Seit 1967 publiziert der Verein der Freunde von Oscar Milosz (gegründet 1966) jährlich einen Band Les amis de Milosz (59 Bde. erschienen).

## Werke (Auswahl)

### Gesammelte Werke
- Oeuvres complètes. 13 Bde. A. Silvaire, Paris 1958–1994.
  - 1. Poésies. 1. Le poème des décadences. Les sept solitudes. Hrsg. Jacques Buge.
  - 2. Poésies. 2. Les Eléments. Autres poèmes. Symphonies.
  - 3. Miguel Mañara, mystère en six tableaux. Faust, traduction fragmentaire.
  - 4. Don Juan, drame en 6 tableaux. Méphiboseth, mystère en 3 tableaux et un épilogue.
  - 5. L’amoureuse initiation. Roman.
  - 6. Contes et fabliaux de la vieille Lithuanie.
  - 7. Philosophie I. Ars Magna. Les origines ibériques du peuple juif. «L’Apocalypse» de Saint Jean déchiffrée. La clef de «l’Apocalypse».
  - 8. Philosophie II. Les Arcanes.
  - 9. Contes lithuaniens de ma Mère l’Oye. Daïnos. Les origines de la nation lithuanienne.
  - 10. Chefs-d’oeuvre lyriques du Nord, Angleterre-Allemagne. Hrsg. Jean Bellemin-Noël.
  - 11. Saul de Tarse. Mystère en 4 tableaux. Suivi de Daïnos et de diverses traductions.
  - 12. Les Zborowski, roman. Le cahier déchiré. Poèmes inédits ou retrouvés. Très simple histoire d’un monsieur Trix-Trix, pitre.
  - 13. Deux messianismes politiques. Vilna et la civilisation européenne. L’Alliance des États baltiques. L’Emprise allemande sur la Russie.

### Einzelausgaben seit 1999
- (1910) L’amoureuse initiation. Extrait des «Mémoires du chevalier Waldemar de L.». Roman. Motifs, Monaco 2019. (Vorwort von Gilbert Sigaux)
- (1924) Ars magna. Suivi de La nuit de Noël de 1922 de l’adepte ; et du Psaume de la réintégration. Éditions les Trois R, Amboise 2016.
- (1930, Übersetzer) Contes de Lituanie. Seuil, Paris 2005.
- La Berline arrêtée dans la nuit. Anthologie poétique. Hrsg. Jean-Baptiste Para. Gallimard, Paris 1999. (Vorwort von Jean Bellemin-Noël. Nachwort von Czeslaw Milosz)

### Deutsche Übersetzung
- Poésie französisch-deutsch. Hrsg. Hans Magnus Enzensberger. Suhrkamp, Frankfurt 1963. (Übertragung und Nachwort von Friedhelm Kemp)